# Boothuis (kunstwerk)
Het Boothuis (ook wel Huis met schip genoemd) is een kunstwerk dat zich langs rijksweg 6, in het noorden van de Noordoostpolder bevindt nabij de afrit Lemmer. Het is een stalen huis van ongeveer tien meter hoog. In het dak is een schip verwerkt dat mogelijk gestrand is. Het staat symbool voor de zeebodem, waar vroeger water was en waar nu gewoond wordt.
Het kunstwerk is een ontwerp van de architecten Frank Bolink en Gerard Koopman (Koopman & Bolink). Het werd op 22 februari 2010 officieel onthuld. 
In 1993 had het duo al een monument gemaakt aan de andere kant van de Noordoostpolder, het Monument Noordoostpolder (ook wel Ketelhuisje genoemd). De twee kunstwerken hebben een soortgelijke thematiek en vorm, maar verschillen in materiaalgebruik.